# رینالدو کاپلو
رینالدو "دیندو" کاپلو (زاده ۱۷ ژوئن ۱۹۶۴) یک راننده حرفه ای اتومبیلرانی اهل ایتالیا است. او سه بار با بنتلی در سال ۲۰۰۳ و آئودی در سال های ۲۰۰۴ و ۲۰۰۸ برنده مسابقه ۲۴ ساعته لمانز شده است. کاپلو دو بار قهرمان سری مسابقات لمانز آمریکایی، پنج بار برنده مسابقات ۱۲  ساعته سبرینگ ، و رکورددار بیشترین برد در پتی لومان است که پنج بار برنده این مسابقه شده است. کاپلو همچنین در جام بین قاره ای لمانز، مسابقات جهانی استقامتی ،  دی‌تی‌ام، مسابقات قهرمانی جی‌تی ایتالیا نیز شرکت کرده است.

## حرفه ورزشی

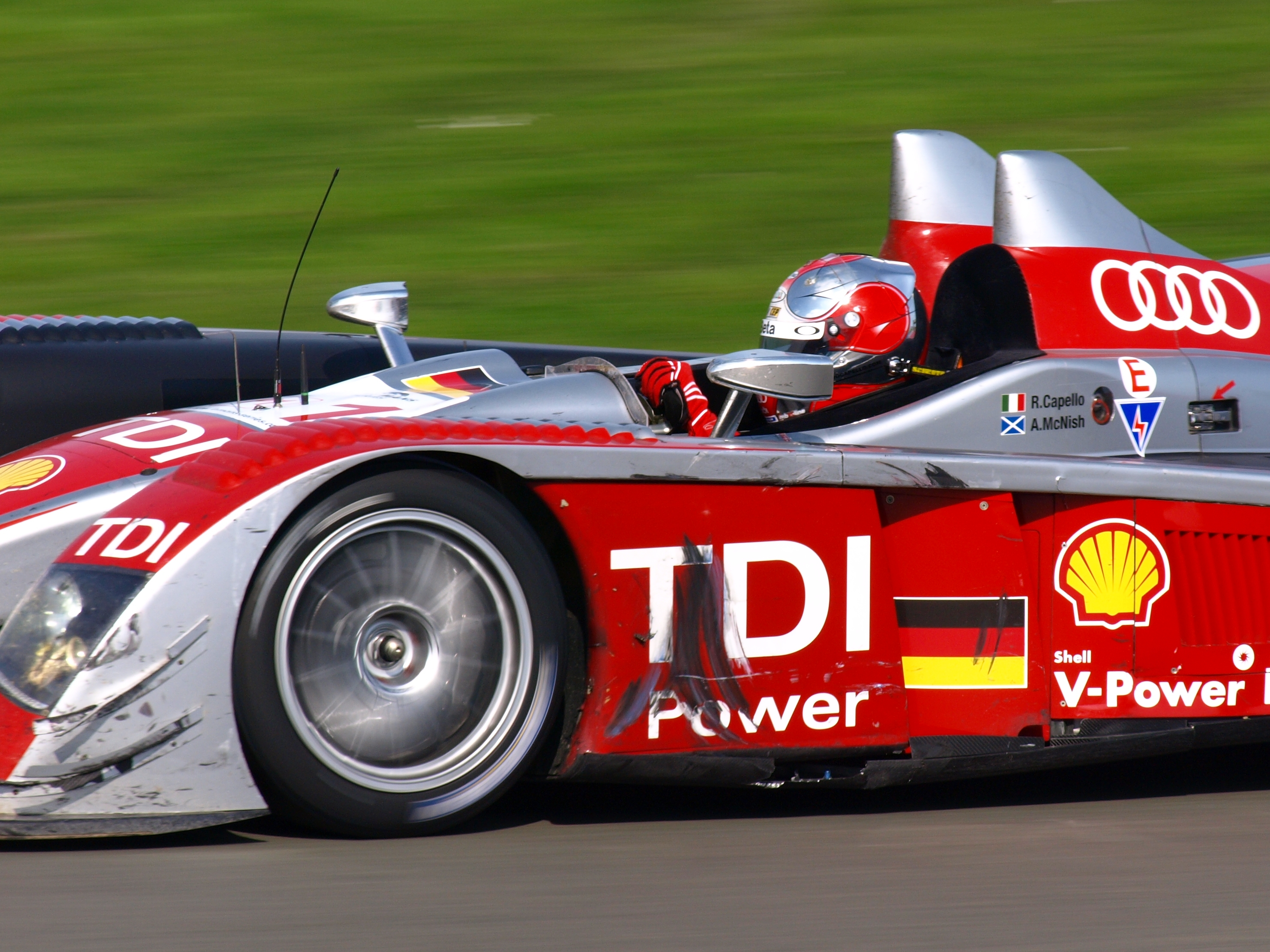
کاپلو در حال رانندگی با خودروآئودی آر۱۰ تی‌دی‌ای در مسابقه ۱۰۰۰ کیلومتر سیلورستون فصل ۲۰۰۸

کاپلو که در آسته به دنیا آمد، حرفه مسابقه‌ای خود را در سال ۱۹۷۶ با رانندگی در کارتینگ گوکارت آغاز کرد، اما تا سال ۱۹۸۳ به سمت اتومبیل‌های تک‌نفره نرفت و در فرمول فیات آبارت شروع به کار کرد.

در سال ۱۹۹۰ اولین قهرمانی مهم کاپلو در مسابقات قهرمانی، با کسب قهرمانی سوپرتوریسمو ایتالیا با خودرو فولکس‌واگن فولکس‌واگن گلف اتفاق افتاد. او در سال ۱۹۹۶ دوباره قهرمان این مسابقات شد، اما این بار با یک آئودی ای۴. 
سال ۱۹۹۷ شاهد اولین پیروزی بزرگ کاپلو در مسابقات استقامتی بودیم، در مسابقه ۶ ساعته واللونگا، که با یک فولکس‌واگن گلف دوباره رانندگی میکرد بودیم. کاپلو برای مسابقه لمانز ۲۴ ساعته فصل ۲۰۰۰ توسط تیم آئودی اسپورت جوئست انتخاب شد و با آئودی آر۸ را رانندگی کرد، این تیم در آن مسابقه در جایگاه سوم قرار گرفت.
کاپلو یکی از شش راننده آئودی برای اولین مسابقه آن تحت اسم تیم جوئست برای مسابقه ۱۲ ساعته سیبرینگ در سال ۱۹۹۹ بود. در کنار هموطن خود میشل آلبورتو و استفان یوهانسون، اولین سکو را برای آئودی در مسابقات جهانی استقامتی به دست آوردند و با آئودی آر۸آر به مقام سومی دست یافتند. با بازگشت به پیست در سال ۲۰۰۰، کاپلو در مجموع رتبه دوم را به خود اختصاص داد و تنها توسط خودرو دیگر آئودی شکست خورد. کاپلو دو سال بعد، در سال های ۲۰۰۱ و ۲۰۰۲، در این مسابقه به پیروزی رسید. کاپلو در مسابقه دیگر نیز به مسابقات بازگشت، هر دو با بنتلی و آئودی، چهار سکوی کلی و سه پیروزی، در سال های ۲۰۰۶، ۲۰۰۹ و ۲۰۱۳ کسب کرد. کاپلو در حال حاضر با ۵ پیروزی در مسابقه ۱۲ ساعته سیبرینگ در سکوی دوم در کنار  تام کریستنسن از نظر بردهای کلی در این مسابقه قرار دارد. او تنها راننده آئودی است که با هر چهار نسل از نمونه های پروتوتایپ اسپرت این کمپانی برنده حداقل یک مسابقه شده است. آر۸، آر۱۰، آر۱۵ و آئودی آر۱۸.
به دلیل تغییر تمرکز برای تیم جوئست، کاپلو در سال ۲۰۰۳ به تیم بنتلی رفت و برای این تیم رانندگی کرد. در کنار هم تیمی دیرینه خود تام کریستنسن و دیگر هم تیمی انگلیسی خود گای اسمیت، آنها برنده مسابقات ۲۴ ساعته لو مان شدند و اولین پیروزی را برای بنتلی را بعد از ۷۳ سال در پیست فرانسه رقم زدند.
با پایان پروژه بنتلی و خروج این تیم از مسابقات جهانی استقامتی، کاپلو به تیم آئودی و به طور خاص به تیم گوه برای مسابقه لمانز ۲۴ ساعته ۲۰۰۴ بازگشت. در کنار راننده ژاپنی سیجی آرا و تام کریستنسن، کاپلو بار دیگر در روی سکو این مسابقه قرار گرفت و برنده این مسابقه شدند. این سومین بار در پنج سال گذشته بود که آئودی هر سه جایگاه اول را در مسابقات ۲۴ ساعته لو مان در اختیار می‌گرفت و این مسابقه را به پایان می رساند.
کاپلو تا سال ۲۰۰۶ به مسابقات ۲۴ ساعته لو مان بازنگشت. در سال  ۲۰۰۷، این سه نفر در مسابقه ۲۴ ساعته لمانز به مدت طولانی پیشتاز بودند، اما مشکل چرخ عقب چپ در هفدهمین ساعت از مسابقه باعث شد که کاپلو کنترل خود را در رانندگی در پیچ ایندیاناپولیس از دست بدهد و به موانع برخورد کند و از مسابقه کنار برود.
کاپلو همچنین در سال های ۲۰۰۲ و ۲۰۱۲ برنده مسابقه ۱۲ ساعته سیبرینگ شده است. او رکورد بیشترین پیروزی در پتی لمان را با پنج پیروزی در مجموع دارد که در سال های ۲۰۰۲، ۲۰۰۲، ۲۰۰۶، ۲۰۰۷ و  ۲۰۰۸ پیروز شده است، همه این پیروزی ها با تیم های آئودی اسپورت آمریکای شمالی و تیم جوئست به دست آمده است.
کاپلو نایب قهرمان سری مسابقات لمانز آمریکایی در سال ۲۰۰۰ نیز شد و در ۶ مسابقه از فصل به پیروزی رسید. در هر دو سال ۲۰۰۶ و ۲۰۰۷ کاپلو به عنوان قهرمانی در کنار آلن مک‌نیش بریتانیایی با آئودی اسپرت آر۱۰ آمریکای شمالی را به دست آورد.
کاپلو در سال ۲۰۱۲ رسماً از مسابقات قهرمانی بازنشسته شد. 